# Скрибачилин, Борис Игнатьевич
Борис Игнатьевич Скрибачилин — советский хозяйственный, государственный и политический деятель.

## Биография
Родился в 1908 году в Кондрове. Член КПСС.
С 1929 года — на хозяйственной, общественной и политической работе. В 1929—1978 гг. — организатор сельскохозяйственного производства в Калужской и Московской областях, участник Великой Отечественной войны, ответственный работник в Ухтомском районе Московской области, первый секретарь Ухтомского горкома и райкома ВКП(б), первый секретарь Люберецкого райкома КПСС, начальник Московского областного управления птицеводства.
Делегат XIX, XX и XXI съездов КПСС.
Умер до 1985 года.